# Olszówka (gromada w powiecie kolskim)
Olszówka – dawna gromada, czyli najmniejsza jednostka podziału terytorialnego Polskiej Rzeczypospolitej Ludowej w latach 1954–1972.
Gromady, z gromadzkimi radami narodowymi (GRN) jako organami władzy najniższego stopnia na wsi, funkcjonowały od reformy reorganizującej administrację wiejską przeprowadzonej jesienią 1954 do momentu ich zniesienia z dniem 1 stycznia 1973, tym samym wypierając organizację gminną w latach 1954–1972.
Gromadę Olszówka z siedzibą GRN w Olszówce utworzono – jako jedną z 8759 gromad na obszarze Polski – w powiecie kolskim w woj. poznańskim, na mocy uchwały nr 24/54 WRN w Poznaniu z dnia 5 października 1954. W skład jednostki weszły obszary dotychczasowych gromad Głębokie, Olszówka, Zawadka i Złota, ponadto miejscowości Bronisławów (wieś), Bronisławówek (kolonia) i Grabina (wieś) z dotychczasowej gromady Grabina oraz miejscowość Umień Poduchowny z dotychczasowej gromady Adamin ze zniesionej gminy Drzewce, a także obszar dotychczasowej gromady Ponętów Górny  ze zniesionej gminy Krzykosy – w tymże powiecie. Dla gromady ustalono 21 członków gromadzkiej rady narodowej.
31 grudnia 1971 do gromady Olszówka włączono obszar zniesionej gromady Drzewce oraz miejscowości Błędów, Krzewata, Nowa Wioska i Przybyszew ze zniesionej gromady Pomarzany Fabryczne w tymże powiecie.
Gromada przetrwała do końca 1972 roku, czyli do kolejnej reformy gminnej. 1 stycznia 1973 w powiecie kolskim utworzono gminę Olszówka.